# シーハイル上越
シーハイル上越（シーハイルじょうえつ）は、かつて東日本旅客鉄道（JR東日本）が1月下旬から2月下旬に高崎線・上越線で運行していた臨時快速列車である。

## 概要
新潟県の中越地方にあるスキー場へ向かうウィンタースポーツ客向けの列車で、毎年1月から2月にかけて設定されていた。全車指定席の編成で、グリーン車は連結していない。かつては自由席車両もあったが、2015年シーズンをもって終了した。
2016年シーズンを最後に廃止され、以降は運転されていない。

## 運行概況
2015年-2016年シーズンは1月23日 - 2月21日の毎土・日曜日に大宮駅 - 石打駅間を1往復運行していた。
かつてはより多くの系統があり、2003年にはシーハイル上越とあわせ「シーハイル湯沢中里」（熊谷駅 - 越後湯沢駅間運転）および両毛線佐野駅を起点とする「シーハイル両毛」（佐野駅 - 石打駅間運転）などが運行された。

### 停車駅
2016年シーズンの停車駅を示す。
- 大宮駅 - 宮原駅 - 上尾駅 - 桶川駅 - 北本駅 - 鴻巣駅 - 熊谷駅 - 籠原駅 - 深谷駅 - 本庄駅 - 新町駅 - 倉賀野駅 - 高崎駅 - 新前橋駅 - 渋川駅 - 沼田駅 - 水上駅 - 越後中里駅 - 岩原スキー場前駅 - 越後湯沢駅 - 石打駅

## 使用車両

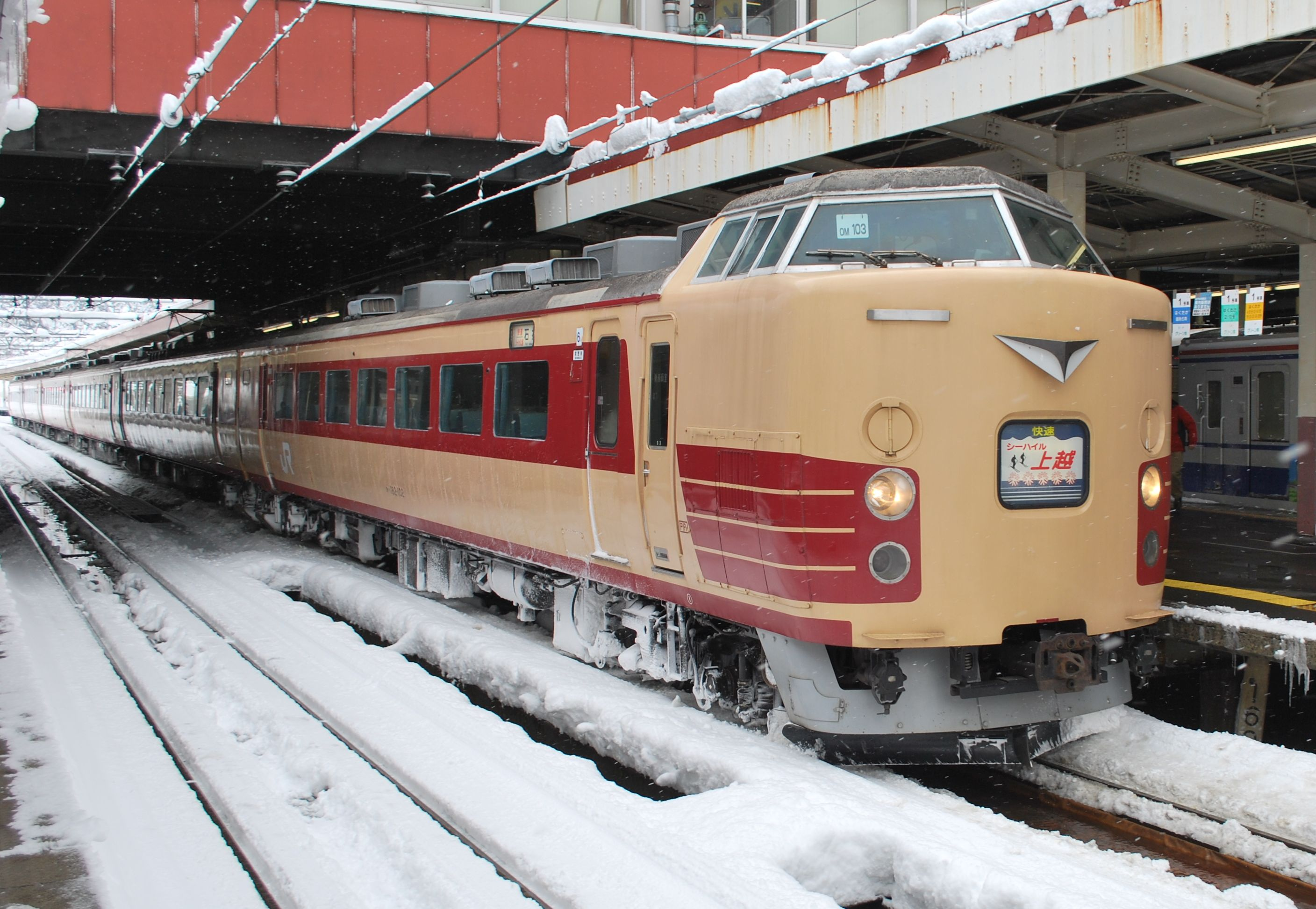
2013年までは183系で運転されていた

2002年までは165系または115系、2003年から2013年までは183系、2014年から2016年までは大宮総合車両センター所属の185系200番台が使用されていた。

## リバイバル運転
2017年2月4日の1日限り、団体列車として上尾駅 - 越後湯沢駅間1往復で189系による復活運行が行われた。